# 奎阁街道
奎阁街道，是中华人民共和国四川省广安市前锋区下辖的一个乡镇级行政单位。

## 行政区划
奎阁街道下辖以下地区：
大桥社区、石河桥社区、石桥村、台子村、奎阁村、海棠村、药场村和三桥村。